# Матч СССР — США по лёгкой атлетике в помещении 1972
Первый матч СССР — США по лёгкой атлетике в помещении прошёл 17 марта 1972 года в Ричмонде (США), на 160-ярдовой (144 метра) дорожке зала Ричмонд-Колизеум. Полную победу одержала сборная США со счётом 131—112. При этом как мужской, так и, неожиданно даже для себя, женский составы американской сборной оказались сильнее своих оппонентов.

## Команды
- США:
  - женская сборная — 17 участниц (средний возраст 21 год; троим 16 лет, одной 15), тренер женской команды Грант Данджи.

## Соревнования
В программе соревнований было 23 вида (9 у женщин и 14 у мужчин).

## Рекорды (достижения)

### Мировые
- Бег на 600 ярдов — три спортсменки улучшили высшее мировое достижение австриячки Марии Сикоры[англ.] (1.21,5), лучшая Кэти Хэммонд[англ.] — 1.20,5.
- Бег на милю — Дебби Хелд[англ.] — 4.38,5 (личный рекорд она улучшила на 8,5 сек.)
- Эстафета 4×880 ярдов — сборная СССР[итал.] (Раиса Руус, Галина Вайнгартен, Татьяна Казанкина и Ниёле Сабайте) — 8.41,6.
- Барьерный бег на 60 ярдов — Пэтти Джонсон[англ.] повторила мировое достижение — 7,4.

### Национальные
- Марта Уотсон[англ.] прыгнула в длину на 6,42 — высшее достижение США для залов.

### Личные
- Михаил Барибан (СССР) — 16,86.
- Кестутис Шапка (СССР) — 2,23 (повторил).

- Прыгуны с шестом Евгений Тананика и Геннадий Гусев взяли 5,26 и были близки к высшему достижению страны для залов (5,31).

## Результаты

### Общий зачёт
|         | СССР | США |
| ------- | ---- | --- |
| Мужчины | 69   | 79  |
| Женщины | 43   | 52  |
| Всего   | 112  | 131 |

### Личный зачёт

#### 60 ярдов
| Мужчины | Мужчины            | Мужчины   | Женщины | Женщины              | Женщины   |
| Место   | Спортсмен          | Результат | Место   | Спортсменка          | Результат |
| ------- | ------------------ | --------- | ------- | -------------------- | --------- |
| 1       | Мел Пендер         | 6,1       | 1       | Айрис Дэвис          | 6,6       |
| 2       | Александр Корнелюк | 6,1       | 2       | Марта Уотсон         | 6,6       |
| 3       | Ю. Кошкарев        | 6,25      | 3       | Надежда Бесфамильная | 6,7       |
| —       | Джеральд Тинкер    | снят      | 4       | Галина Митрохина     | 7,0       |

#### 600 ярдов
| Мужчины | Мужчины             | Мужчины   | Женщины | Женщины             | Женщины    |
| Место   | Спортсмен           | Результат | Место   | Спортсменка         | Результат  |
| ------- | ------------------- | --------- | ------- | ------------------- | ---------- |
| 1       | Ли Эванс            | 1.10,8    | 1       | Кэти Хэммонд        | 1.20,5 WR* |
| 2       | Семён Кочер         | 1.10,8    | 2       | Надежда Колесникова | 1.21,0 NR* |
| 3       | Александр Братчиков | 1.11,0    | 3       | Д. Скотт            | 1.21,1     |
| 4       | К. Макферсон        | 1.13,5    | 4       | Наталья Чистякова   | 1.24,3     |

#### 1000/880 ярдов
| Мужчины | Мужчины             | Мужчины   | Женщины | Женщины           | Женщины   |
| Место   | Спортсмен           | Результат | Место   | Спортсменка       | Результат |
| ------- | ------------------- | --------- | ------- | ----------------- | --------- |
| 1       | Иван Иванов         | 2.09,6    | 1       | Уэнди Кёниг       | 2.11,0    |
| 2       | Юрис Лузинс         | 2.10,1    | 2       | Раиса Руус        | 2.11,3    |
| 3       | Р. Неринг           | 2.10,7    | 3       | Кэрол Хадсон      | 2.12,3    |
| 4       | Станислав Мещерских | 2.11,2    | 4       | Татьяна Казанкина | 2.12,6    |

#### 1 миля
Советский дуэт бежал не так победно, как пять дней назад в Гренобле на чемпионате Европы в помещении. Тамара Пангелова сразу оставила позади обеих американок. В конце забега она лидировала с большим отрывом. Но 16-летняя Хелд сохранила силы для финишного рывка. На короткой последней прямой она стремительно обошла рекордсменку на смежной дистанции Пангелову, установив новое высшее мировое достижение на милю — 4.38,5. Брагина — четвёртая, далеко позади.

Там же, в Ричмонде, случилась одна история, подробности которой я толком не знаю до сих пор. Вроде бы Брагина не выполнила в беге на две мили тактическую установку тренеров… Вроде бы произошло это потому, что в этом же забеге участвовала Тамара Пангелова… Но после финиша Люда разругалась с руководством и была отчислена из сборной.
 …Не думаю, что только отказ от лидерства в забеге привёл к отчислению из команды…— Татьяна Казанкина
| Мужчины | Мужчины            | Мужчины   | Женщины | Женщины          | Женщины    |
| Место   | Спортсмен          | Результат | Место   | Спортсменка      | Результат  |
| ------- | ------------------ | --------- | ------- | ---------------- | ---------- |
| 1       | Михаил Желобовский | 4.02.9    | 1       | Дебби Хелд       | 4.38,5 WR* |
| 2       | Г. Карлберг        | 4.05,4    | 2       | Тамара Пангелова | 4.38,9     |
| 3       | Виктор Семяшкин    | 4.06,1    | 3       | Дорис Браун      | 4.40,1     |
| 4       | Брюс Фишер         | 4.07,7    | 4       | Людмила Брагина  | 4.54,8     |

#### 3 мили
| Место | Спортсмен       | Результат |
| ----- | --------------- | --------- |
| 1     | Леонард Хилтон  | 13.28,2   |
| 2     | Д. Кардонг      | 13.29,2   |
| 3     | Владимир Афонин | 13.32.0   |
| 4     | Юрис Грустыньш  | 14.01,2   |

#### Эстафета 4×880 ярдов
| Мужчины | Мужчины                                                             | Мужчины   | Женщины | Женщины                                                                               | Женщины    |
| Место   | Команда                                                             | Результат | Место   | Команда                                                                               | Результат  |
| ------- | ------------------------------------------------------------------- | --------- | ------- | ------------------------------------------------------------------------------------- | ---------- |
| 1       | Сборная К. Ловетт К. Спаркс М. Моссер М. Филипп                     | 7.30,8    | 1       | Сборная Раиса Руус Галина Вайнгартен (1) Татьяна Казанкина (1) Ниёле Сабайте — 2.08,9 | 8.41,6 WR* |
| 2       | Сборная О. Гулеватых Алексей Таранов Валентин Таратынов Иван Иванов | 7.44,8    | 2       | Сборная С. Паркс Кэрол Хадсон (2) Дорис Браун (2) Кэти Джиббонс — 2.09,8              | 8.42,0     |

#### Ходьба 3 мили
| Место | Спортсмен           | Результат |
| ----- | ------------------- | --------- |
| 1     | Николай Смага       | 20.08 0   |
| 2     | Владимир Голубничий | 20.11,2   |
| 3     | Дейв Романски       | 20.12,8   |
| 4     | Рон Лэйрд           | 20.59,8   |

#### 60 ярдов с/б
| Мужчины | Мужчины             | Мужчины   | Женщины | Женщины         | Женщины   |
| Место   | Спортсмен           | Результат | Место   | Спортсменка     | Результат |
| ------- | ------------------- | --------- | ------- | --------------- | --------- |
| 1       | Родней Милберн      | 7,0       | 1       | Пэтти Джонсон   | 7,4 =WR*  |
| 2       | Вилли Дэвенпорт     | 7,0       | 2       | Лэси О'Нил      | 7,5       |
| 3       | Aлександр Синицин   | 7,2       | 3       | Лия Хитрина     | 7,8       |
| 4       | Анатолий Мошиашвили | 7,2       | 4       | Любовь Кононова | 7,9       |

#### Высота
| Мужчины | Мужчины           | Мужчины   | Женщины | Женщины                             | Женщины   |
| Место   | Спортсмен         | Результат | Место   | Спортсменка                         | Результат |
| ------- | ----------------- | --------- | ------- | ----------------------------------- | --------- |
| 1       | Кестутис Шапка    | 2,23 =PB  | 1       | Антонина Лазарева и Галина Филатова | 1,85      |
| 2       | Ю. Уайт           | 2,20      | 1       | Антонина Лазарева и Галина Филатова | 1,85      |
| 3       | Крис Данн         | 2,13      | 3       | Э. Пфафф и Джейн Фредерик           | 1,75      |
| 4       | Bалентин Гаврилов | 2,13      | 3       | Э. Пфафф и Джейн Фредерик           | 1,75      |

#### Шест
| Место | Спортсмен        | Результат |
| ----- | ---------------- | --------- |
| 1     | Евгений Тананика | 5,26      |
| 2     | Геннадий Гусев   | 5,26      |
| 3     | С. Уоллик        | 4,87      |
| —     | Р. Картер        | 0         |

#### Длина
| Мужчины | Мужчины            | Мужчины   | Женщины | Женщины         | Женщины   |
| Место   | Спортсмен          | Результат | Место   | Спортсменка     | Результат |
| ------- | ------------------ | --------- | ------- | --------------- | --------- |
| 1       | Генри Хайнс        | 8,04      | 1       | Марта Уотсон    | 6,42 NR*  |
| 2       | Р. Коулмэн         | 7,79      | 2       | Елена Ринга     | 6,33      |
| 3       | Тыну Лепик         | 7,69      | 3       | Уилли Уайт      | 6,24      |
| 4       | Игорь Тер-Ованесян | 7,61      | 4       | Надежда Барибан | 6,14      |

#### Тройной
| Место | Спортсмен      | Результат |
| ----- | -------------- | --------- |
| 1     | Джон Крафт     | 16,89     |
| 2     | Михаил Барибан | 16,86 PB  |
| 3     | Виктор Санеев  | 16,62     |
| 4     | Р. Ридер       | 16,13     |

#### Ядро
| Мужчины | Мужчины         | Мужчины   | Женщины | Женщины          | Женщины   |
| Место   | Спортсмен       | Результат | Место   | Спортсменка      | Результат |
| ------- | --------------- | --------- | ------- | ---------------- | --------- |
| 1       | Ф. Дебериарди   | 19,49     | 1       | Антонина Иванова | 18,28     |
| 2       | Д. Стюарт       | 19,98     | 2       | Елена Кораблёва  | 18,08     |
| 3       | Валерий Войкин  | 19,02     | 3       | Марен Зайдлер    | 16,03     |
| 4       | Римантас Плунге | 18,85     | 4       | Дениза Вуд       | 14,51     |

#### Метание веса 16 кг
| Место | Спортсмен          | Результат |
| ----- | ------------------ | --------- |
| 1     | Джордж Френн       | 22,63     |
| 2     | Анатолий Бондарчук | 21,12     |
| 3     | Василий Хмелевский | 21,09     |
| 4     | Ол Шотермэн        | 20,57     |